# Jon Lucien
Jon Lucien, eigentlich John Lucien „Billy“ Harrigan, (* 8. Januar 1942 in Tortola, Britische Jungferninseln; † 18. August 2007 in Orlando, Florida) war ein in den USA beheimateter Smooth-Jazz-Sänger und Crooner mit karibischen Wurzeln.

## Leben und Wirken
Lucien wuchs als Sohn eines blinden Gitarristen in Saint Thomas (Amerikanische Jungferninseln) auf, lernte Gitarre und Klavier und wurde früh durch Nat King Cole beeinflusst, während er noch in der Band seines Vaters Bass spielte. 1961 ging er nach New York City, wo er sich zuerst als Sänger auf Hochzeiten und Bar Mitzvahs durchschlug. Ein Hochzeitsgast war bei RCA Records, und 1970 erschien dort sein Debütalbum I am Now, gefolgt 1973 von Lady Love und Rashida, die beide einen Grammy erhielten, und Mind’s Eye 1974 (mit Listen Love und World of Joy), das von Dave Grusin produziert wurde. Er sollte bei RCA als eine Art „schwarzer Frank Sinatra“ aufgebaut werden, folgte aber seinem eigenen, lateinamerikanisch (er coverte unter anderem Dindi von Antônio Carlos Jobim) und karibisch beeinflussten Stil. Bis Ende der 1970er Jahre nahm er noch zwei Alben bei CBS auf (Song for my lady 1975, Premonition 1976), die aufkommende Disco-Welle drängte ihn ins Abseits.
Nachdem eine seiner Töchter, Zeudi Jacira, 1980 in einem Swimming Pool ertrank, verfiel er in Depressionen, begleitet von Kokain-Sucht. 1982 erschien noch Romantico, dann tauchte er fast zehn Jahre unter. 1991 hatte er mit Listen Love (Mercury) ein Comeback, und seine alten Songs wurden wieder häufiger im Radio gespielt. 1993 erschien Mother Natures Son (Polygram). In England war seine Musik als Remix bei den Acid-Jazz-Fans populär.
1996 starb seine 17-jährige Tochter Dalila beim TWA-800-Flugzeugabsturz vor Long Island. Er widmete ihr und den Passagieren sein Album Endless is Love (Shanachie 1997). 1999 erschien By Request und Precious. Er nahm auch vermehrt geistliche Lieder auf, so in seinem letzten Album The Wayfarer – Songs of Praise. Vier Alben erschienen auf seinem Label Sugar Apple Records.
2005 unterzog er sich einer Nierentransplantation, an deren Folgen er schließlich starb. Lucien war viermal verheiratet.